# Union nationale des footballeurs professionnels
L'Union nationale des footballeurs professionnels ou UNFP est un syndicat créé le 16 novembre 1961 par deux footballeurs notamment, Eugène N'Jo Léa (alors jeune diplômé en droit), Just Fontaine, et un juriste, Maître Jacques Bertrand. C'est le seul syndicat de footballeurs professionnels français. Son président actuel est David Terrier, élu le 12 octobre 2024.
L'UNFP organise un trophée du joueur du mois UNFP récompensant chaque mois le meilleur joueur du championnat de France de L1 et du championnat de France de L2.
L'UNFP, depuis 1988, est également l'organisateur des Trophées UNFP du football, qui récompense les meilleurs joueurs de L1, de L2, les meilleures féminines de D1, le meilleur Français évoluant à l'étranger, qui sont élus par leurs pairs, tout comme les meilleurs entraîneurs et arbitres de L1 et L2. Sont également remis le Trophée UNFP-Fondaction et le Trophée d'honneur UNFP.
L'UNFP organise chaque été, et ce depuis 1990, des stages d'entraînement (UNFP Football Club) pour les joueurs étant en fin de contrat et qui n'ont pas retrouvé de club.
Le 13 octobre 2018, Eugénie Le Sommer devient la première femme élue au comité directeur du syndicat français. Elle devient en 2020 Secrétaire générale du syndicat français, elle est réélue en 2022 et en 2024.
Depuis de nombreuses années, l'UNFP regroupe plus de 90 % des joueurs professionnels évoluant en France.
Avec 94, 89% d’adhérents chez les professionnels de L1, de L2 et du National pour la saison 2024-2025, l’UNFP établit un nouveau record, effaçant des tablettes les 93,25 % de 2010-2011.

## Histoire

### Les «footballeurs esclaves»
De l'adoption du statut professionnel, en France en 1932, à la fin des années 1950, la situation du footballeur professionnel français est médiocre. La situation est d'ailleurs comparable dans le football anglais ou dans les sports professionnels américains. Les dirigeants ont alors sous contrat les joueurs à vie, et les transferts sont du seul fait des clubs. De plus, les salaires sont médiocres. Après quinze ans de carrière, l'international Thadée Cisowski ne touche que 400 francs par mois en 1961, soit 20 % de plus que le SMIC. Les clubs n'hésitent d'ailleurs pas à minimiser même les salaires de leurs plus fameux joueurs au nom du principe qu'aucun club n'a répondu favorablement à une mise sur le marché des transferts. Ce marché des transferts est évidemment fictif car les prix demandés y sont extravagants. Ce fut notamment le cas pour le Sedanais Thadée Polak, dont le salaire est réduit au minimum syndical l'année suivant la victoire en Coupe de France.
En mars 1961, Eugène N'Jo Léa, joueur lyonnais qui prépare alors son doctorat en droit, lance l'idée de former un syndicat des joueurs dans le mensuel Football magazine : « Même les patrons sont organisés ! Oui, tout le monde est organisé, sauf le footballeur professionnel, qui en est malade. » N'Jo Léa ne reste pas au stade des idées, et il pense d'abord partir sur la base d'une association type 1901, mais sur les conseils de l'avocat Jacques Bertrand, qui a déjà en charge les cyclistes et les journalistes sportifs, il s'oriente vers une forme syndicale qui prend corps entre la fin de l'année 1961 et le début de l'année 1962. N'Jo Lea préfère en devenir le premier secrétaire général et laisse la présidence à Just Fontaine.
Dès juin 1962, l'UNFP livre son premier combat contre le Groupement pour obtenir une réforme du régime de retraite des joueurs pros. Le Groupement ne veut rien savoir, et l'UNFP lance un appel au boycott de la rencontre internationale France-Angleterre du 27 février 1963 afin d'obliger la FFF à prendre parti dans le conflit. Certains joueurs de Valenciennes et du Stade français ne suivent pas l'appel au boycott, et le mouvement échoue. L'UNFP n'obtient aucun résultat jusqu'en 1964.

### Les premières réformes
En 1963, Raymond Kopa, excédé par l'immobilisme des dirigeants, fait des déclarations qui font mouche : « Les footballeurs sont des esclaves ». Il hérite d'une suspension de six mois et est désormais mal considéré par la presse, tout comme les présidents Just Fontaine (1961-1964) et Michel Hidalgo (1964-1969). Kopa devient alors vice-président de l'UNFP, et met tout son poids dans la balance pour obtenir des réformes.
Le Groupement reconnaît enfin l'UNFP comme syndicat légitime et le 27 novembre 1964, la première convention collective est paraphée par le Groupement et l'UNFP, réformant notamment le régime de retraite. L'ère des réformes peut s'ouvrir.
Le problème le plus délicat est celui du contrat à temps, avec notamment le conflit entre Marcel Dantheny et le Red Star de l'été 1967 à l'été 1968. La commission pour traiter cette question avait été formée dès 1965, mais le fameux contrat à temps n'entre en application en France qu'en juillet 1969. Entre ces deux dates, mai 1968 et l'introduction de la publicité sur les maillots des joueurs sont deux étapes importantes. Le siège de la FFF où une banderole « le football aux footballeurs » barre la façade est ainsi occupé par des joueurs en mai 68.
Le contrat à temps est toutefois une avancée significative, et après ce succès l'équipe dirigeante de Michel Hidalgo laisse la main en 1969 à celle de Philippe Piat.[réf. nécessaire]

### Professionnalisation des femmes
Alors que les footballeuses françaises n'ont accès en 2023 qu'à des contrats semi-professionnels, gérés par la FFF, et que Philippe Diallo, président par intérim de la FFF et Jean-Michel Aulas annoncent leur professionnalisation, avec la création d'une ligue féminine et d'un statut adossé à une convention collective, le président de l'UNPF s'y oppose, argumentant qu'« il est urgent d'attendre ». Car l'accord collectif entre employeurs et employées ne satisfait pas le syndicat français. En août 2024, Fabien Safanjon, vice-président du syndicat français déclarait ainsi : "En la matière, les décisions prises unilatéralement par les dirigeants témoignent de leur volonté de signer un document a minima et, sur certains sujets – salaire, gouvernance, droits à l’image, système de prévoyance -, ils font preuve d’un ostracisme social d’autant plus incompréhensible que cela est accordé aux hommes…" Le combat continue...

### Matchs de l'équipe de France au profit de l'UNFP
De 1974 à 1984 est organisé chaque année un match amical dont la recette est versée à l'UNFP. Cette rencontre oppose chaque début de saison (sauf la première édition) au Parc des Princes (sauf la onzième édition) l'équipe de France à une équipe de club (sauf la dixième édition).
| Date             | Stade                    | Rencontre                         | Score | Affluence |
| ---------------- | ------------------------ | --------------------------------- | ----- | --------- |
| 23 avril 1974    | Parc des Princes (Paris) | France - Ajax Amsterdam           | 1 - 0 | 37 000    |
| 20 août 1974     | Parc des Princes (Paris) | France - FC Cologne               | 0 - 0 | 25 667    |
| 19 août 1975     | Parc des Princes (Paris) | France - Real Madrid              | 3 - 1 | 35 000    |
| 24 août 1976     | Parc des Princes (Paris) | France - Borussia Mönchengladbach | 5 - 0 | 40 000    |
| 24 août 1977     | Parc des Princes (Paris) | France - Hambourg SV              | 4 - 2 | 45 830    |
| 12 août 1978     | Parc des Princes (Paris) | France - RSC Anderlecht           | 1 - 0 | 20 000    |
| 21 août 1979     | Parc des Princes (Paris) | France - Bayern Munich            | 4 - 1 | 36 000    |
| 3 septembre 1980 | Parc des Princes (Paris) | France - Juventus                 | 1 - 0 | 43 000    |
| 18 août 1981     | Parc des Princes (Paris) | France - VfB Stuttgart            | 1 - 3 | 36 000    |
| 31 août 1982     | Parc des Princes (Paris) | France - Pologne                  | 0 - 4 | 16 221    |
| 24 août 1983     | Stadium (Toulouse)       | France - Peñarol                  | 1 - 0 | 10 438    |
| 5 septembre 1984 | Parc des Princes (Paris) | France - Inter Milan              | 0 - 1 | 16 351    |

## Présidents
- 1961-1964 : Just Fontaine
- 1964-1969 : Michel Hidalgo
- 1969-2006 : Philippe Piat
- 2006-2022 : Philippe Piat et Sylvain Kastendeuch
- 2022-2024 : Philippe Piat
- Depuis le 12 octobre 2024 : David Terrier

## Comité directeur

### Comité directeur actuel
L'assemblée générale élective s'est tenue le 3 décembre 2022. Les membres suivant ont été élus pour deux ans :
- Président : David Terrier
- Vice-président : Fabien Safanjon
- Président d'honneur : Philippe Piat
- Vice-présidents d’honneur : René Charrier et Jean-Jacques Amorfini
- Secrétaire générale : Eugénie Le Sommer
- Secrétaire général adjoint : Éric Marester
- Trésorier : Fabien Safanjon
- Trésorier adjoint : Vincent Muratori
- Membres : Yunis Abdelhamid, Paul Baysse, Clément Depres, Kadidiatou Diani, Tim Jabol-Folcarelli, Mehdi Jeannin, Régis Gurtner, Ronan Le Crom, Élise Legrout, Brice Maubleu, Lionel Mpasi-Nzau, Lindsay Rose, Vincent Olivier Sierro, Martin Sourzac, Clément Vidal

## Ressources
- Cotisations des joueurs
- 1,09 % des droits télévisés de la Ligue 1[13] soit 7 millions d'euros en 2011.